# الصالحية (أعزاز)
صالحية  قرية سوريّة تتبع إداريّاً لمحافظة حلب منطقة أعزاز ناحية مارع، بلغ تعداد سكانها 689 نسمة حسب التعداد السكاني لعام 2004.